# 메이와덴키
메이와덴키(일본어: 明和電機)는 일본의 전자 회사이자 음악 그룹 및 예술인 집단이다.

## 역사
아래는 메이와덴키의 간략한 연혁이다.
- 1969년 : 토사 사카이치(土佐阪一)에 의하여 효고현의 아코시에서 전자 회사인 메이와덴키가 설립됨.
- 1993년 : 사카이치의 두 아들이 회사를 물려받으면서 예술인 집단이 됨. 소니 뮤직에서 주최한 아트·아티스트·오디션에서 그랑프리를 받음.[2]
- 2001년 : 마사미치가 은퇴하여, 부사장이었던 노부미치가 사장이 됨.

## 제작 제품

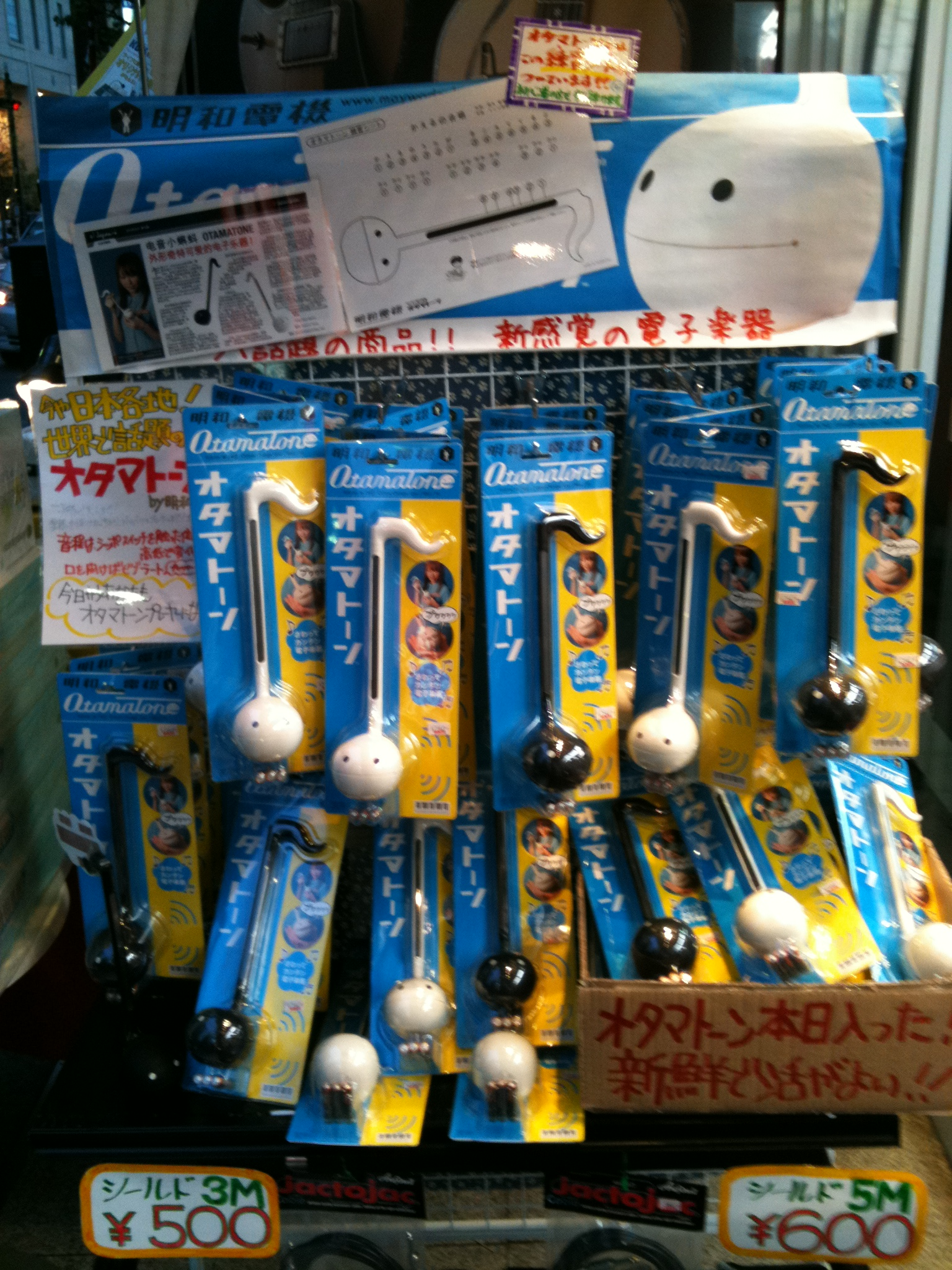
오타마톤

- 오타마톤 : 오타마톤은 8분음표 모양의 악기이다.[3] 음표의 기둥 부분을 적절히 눌러 음높이를 조절하며, 머리의 입 부분을 여는 정도에 따라 음질,소리의 크기가 변한다.[4]
- 나키(魚器) 시리즈 : 물고기 모양의 악기 및 기계장치이다.[5]

## 음반 목록

### 정규 음반
- 《地球のプレゼント》 (2002년 6월 26일 발매)

### 미니 음반
- 《提供》 (1996년 1월 21일 발매)
- 《御中元》 (1996년 8월 21일 발매)
- 《魁》 (1997년 8월 21일 발매)
- 《道》 (1998년 5월 21일 발매)
- 《サバオ》 (2000년 7월 26일 발매)
- 《サバオでサンバ》 (2001년 8월 22일 발매)

### 싱글
- 《エーデルワイス》 (1997년 7월 21일 발매)
- 《明和電機のヤックウィ～ン》 (2013년 12월 4일 발매)

### 컴필레이션 음반
- 《GOLDEN☆BEST》 (2005년 9월 28일 발매)

### 콜라보레이션
- 《オレは宇宙のファンタジー》 (With 이박사) (1997년 10월 1일 발매)